# Royal Institution of Naval Architects
The Royal Institution of Naval Architects (Sv. Kungliga Institutionen för Fartygskonstruktörer) stiftades 1860 i London, med syftet att "befrämja konsten och vetenskapen inom fartygskonstruktion". akademin är fortfarande aktivt.

## Bakgrund
Sällskapet bildades i London 1860, och fick Royal Charter 1910 samt 1960. Några av de första medlemmarna och skaparna var;  John Scott Russell, Edward Reed, Joseph Woolley, Nathaniel Barnaby och John Penn.

## Idag
The Royal Institution of Naval Architects är en internationell organisation som representerar fartygskonstruktörer i alla världens maritima länder. Man vill vara en länk mellan industrin, akademin och världens olika maritima organisationer.

## Svenska medlemmar
- Axel Ljungstedt - medlem från 1862